# 塩化ニッケル(II)
塩化ニッケル(II)（えんかニッケル(II)、nickel(II) chloride）は塩素とニッケルのイオン性化合物（塩）である。無水物の組成式は NiCl2 で、融点の高い常磁性を持つ黄色の固体である。ニッケル化合物としては最も広く使われており、ニッケルめっきなどに用いられる。1個または6個の水分子が結合した水和物が知られる。
常温では塩化ニッケル(II) 六水和物は緑色の固体である。潮解性があり、水やアルコールにも容易に溶ける。無水塩の比重は3.55、六水和物は1.92である。他のニッケル塩と同じく発癌性物質である。

## 合成と製造
同属の元素である銅、塩化銅の製法に類似した方法で生成できる。すなわち金属ニッケルを酸素の存在下で塩酸に溶かすか、酸化ニッケル(II) または炭酸ニッケル(II) を塩酸に溶かすと得られる。最も大規模に行われる塩化ニッケル(II) の製造法の1つは、ニッケル鉱石の製錬で生じたくずを塩酸で溶かして得るものである。
しかしながら塩化ニッケル(II) は廉価であり、劣化もしないため実験室で合成が行われることはまず無い。水和物を塩化チオニルの存在下、または塩化水素の気流中で加熱すると無水物が得られる。単に加熱するだけでは無水物にならない。
{\displaystyle {\ce {NiCl2\cdot 6H2O\ +6SOCl2->NiCl2\ +6SO2\ +12HCl}}}
脱水が起こったことは緑から黄への色の変化で確認できる。

## 構造と性質
塩化カドミウムと同様の結晶構造を持つ。すなわち、各 Ni2+ 中心は6個の Cl− イオンによって配位されており、Cl− はそれぞれ3個の Ni2+ 中心と結合している。塩化ニッケル(II) 中の Ni−Cl 結合はイオン性である。黄色の塩である臭化ニッケル(II) NiBr2 やヨウ化ニッケル(II) NiI2 も類似した構造を持つが、ハロゲン化物イオンの充填様式は異なり、ヨウ化カドミウム CdI2 型である。
一方六水和物 NiCl2•6H2O は錯体部分 trans-[NiCl2(H2O)4] と、それに弱く結合した2個の水分子からなる結晶構造を持つ。6個の水分子のうち4個のみが直接ニッケルと結合している。
2価のニッケルは2個の不対電子を持つため、多くのニッケル(II) 化合物は常磁性だが、平面4配位のニッケル錯体は反磁性を持つ。

## 錯体化学
無水物が必要とされる特殊な例もあるが、「塩化ニッケル」の反応として知られるものの多くは六水和物のものを指す。反応例としてはジメトキシエタンによる錯体 NiCl2(dme)2 の生成が挙げられる。この錯体にシクロペンタジエニルナトリウムを作用させるとニッケロセンが得られる。
配位子 H2O は容易にアンモニア、アミン、チオエーテル、チオラート、ホスフィンなどによって置換されるため、NiCl2•6H2O は様々な錯体の前駆物質となりえる。塩化物イオンが錯体中に残ることもあるが、強い配位子を加ればこれも置き換わる。以下に例を示す。
- {\displaystyle {\ce {[Ni(NH3)6]Cl2}}} - 紫、常磁性、八面体型。
- {\displaystyle {\ce {NiCl2(Ph2PCH2CH2PPh2)}}} - オレンジ、反磁性、平面4配位。
- {\displaystyle {\ce {[Ni(CN)4]^{2-}}}} - 無色、反磁性、平面4配位。
- {\displaystyle {\ce {[NiCl4]^{2-}}}} - 青、常磁性、四面体型[6][7]。

塩化ニッケル錯体のうちある種のものは、溶液中で2種類の構造の平衡混合物として存在する。これはニッケル(II) 錯体に見られる特徴的な性質である。例えば NiCl2(PPh3)2 は4配位だが、溶液中では反磁性の平面4配位型と常磁性の四面体型構造の間で平衡がみられる。平面4配位錯体はもう1個配位子が追加されて5配位をとることができる。
塩化ニッケル(II) からはニッケル(II) アセチルアセトナート Ni(acac)2 が合成でき、これはビス（1,5-シクロオクタジエン）ニッケル Ni(cod)2 の前駆体となる。Ni(cod)2 は有機ニッケル化合物の化学において多様な用途を持つ。

## 有機合成における用途
塩化ニッケルおよびその水和物は以下のような反応に利用される。
- 弱いルイス酸としてジエノールの位置選択的異性化。

例えば {\displaystyle {\ce {RCH=CH-CH=CH-CH2OH -> RCH(OH)-CH=CH-CH=CH2}}} など。
- 塩化クロム(II) CrCl2 と組み合わせ、アルデヒドとヨウ化ビニル化合物からのアリルアルコールの合成。
- 水素化リチウムアルミニウム LiAlH4 で還元を行う際に選択性を向上させる添加剤。アルケンからアルカンなど。
- 水素化ホウ素ナトリウム NaBH4 との反応によるホウ化ニッケルの調製。この試薬はラネーニッケルと同様な作用を持ち、不飽和カルボニル化合物の水素化に有効である。
- 金属亜鉛で還元することによる活性金属ニッケル粉末の調製。これはアルデヒド、ケトン、芳香族ニトロ化合物の還元に用いられる。芳香族化合物やビニル化合物のホモカップリング {\displaystyle {\ce {2RX\to \ R-R}}} にも使われる。
- 亜リン酸エステルとアリールヨージド ArI からアリールホスホナートジアルキルエステルを合成する際の触媒。

{\displaystyle {\ce {{ArI}+ P(OEt)3 -> {ArP(O)(OEt)2}+ EtI}}}